# Roser Caminals i Gost
Roser Caminals i Gost (Barcelona, 30 de juny de 1956) és una novel·lista nascuda i formada a Catalunya que des del 1981 viu als Estats Units, on es dedica a l'ensenyament de literatura espanyola al Hood College de Frederick (Maryland).
La seva primera obra, escrita en anglès, fou Once Remembered, Twice Lived (1993). Ha traduït a l'anglès obres pròpies i de Carme Riera i Emilia Pardo Bazán. El 2021 va guanyar el Premi BBVA Sant Joan amb la novel·la Garbo parla, sobre l'agent secret Garbo.
Està casada amb el novel·lista estatunidenc William Heath.

## Obra

### Novel·la
- Un segle de prodigis (Columna, 1995)
- Les herbes secretes (Pagès, 1996)
- El carrer dels Tres Llits (Rosa dels Vents, 2002; Edicions 62, 2010)
- La petita mort (Rosa dels Vents, 2004)
- La dona de mercuri (Edicions 62, 2006)
- Cinc-cents bars i una llibreria (Edicions 62, 2011)
- Els aliats de la nit (Edicions 62, 2015)
- Garbo parla (Edicions 62, 2021)

### No ficció
- La seducció americana (Edicions 62, 2009)

### Obres traduïdes al català
- Once Remembered, Twice Lived [Un segle de prodigis] (Peter Lang, 1993)

### Obres traduïdes al castellà
- Amores oscuros (El carrer dels Tres Llits) (Lumen, 2003)
- La pequeña muerte (La petita mort) (Ediciones B, 2005)
- La mujer de mercurio (La dona de mercuri) (Ediciones B, 2007)

### Obres traduïdes a l'anglès
- The Street of the Three Beds (El carrer dels Tres Llits) (University Press of the South, 2011)

### Traduccions
- The House of Ulloa (Los Pazos de Ulloa, Emilia Pardo Bazán) (University of Georgia Press, 1992)
- A Matter of Self-Esteem and Other Stories by Carme Riera (Qüestió d'amor propi i altres relats de Carme Riera) (Holmes & Meier, 2001)

## Premis i reconeixements
- 1998 - Primer premi de prosa, IV Jocs Florals de la Diàspora: Les herbes secretes
- 1999 - Primer accèssit al premi de traducció de prosa, V Jocs Florals de la Diàspora: A Matter of Self-Esteem and Other Stories by Carme Riera
- 2021 - Premi BBVA Sant Joan de narrativa per Garbo parla